# بيكنيل
بيكنيل (إنديانا) (بالإنجليزية: Bicknell, Indiana)‏ هي مدينة تقع في الولايات المتحدة في مقاطعة نوكس (إنديانا). يقدر عدد سكانها بـ 2,915 نسمة ومساحتها 3.50 كم2 وترتفع عن سطح البحر 161 متر.

## التركيبة السكانية
قام مكتب تعداد الولايات المتحدة بتحديد بيانات التركيبة السكانية لبيكنيلفي تعداد الولايات المتحدة. في ما يلي، التركيبة السكانية حسب تعدادي 2000 و2010.

### تعداد عام 2000
بلغ عدد سكان بيفنجتون 58 نسمة بحسب تعداد عام 2000، وبلغ عدد الأسر 24 أسرة وعدد العائلات 16 عائلة مقيمة في المدينة. في حين سجلت الكثافة السكانية 215.4 نسمة لكل ميل مربع (83.2/كم2). وبلغ عدد الوحدات السكنية 25 وحدة بمتوسط كثافة قدره 92.9 نسمة لكل ميل مربع (35.9/كم2).
وتوزع التركيب العرقي للمدينة بنسبة 96.55% من البيض و 3.45% من عرقين مختلطين أو أكثر.
بلغ عدد الأسر 24 أسرة كانت نسبة 33.3% منها لديها أطفال تحت سن الثامنة عشر تعيش معهم، وبلغت نسبة الأزواج القاطنين مع بعضهم البعض 62.5% من أصل المجموع الكلي للأسر، ونسبة 4.2% من الأسر كان لديها معيلات من الإناث دون وجود شريك، وكانت نسبة 33.3% من غير العائلات. تألفت نسبة 20.8% من أصل جميع الأسر من أفراد ونسبة 4.2% كانوا يعيش معهم شخص وحيد يبلغ من العمر 65 عاماً فما فوق. وبلغ متوسط حجم الأسرة المعيشية 2.88، أما متوسط حجم العائلات فبلغ 2.42.
بلغ العمر الوسطي للسكان 37 عاماً. وكانت نسبة 20.7% من القاطنين تحت سن الثامنة عشر، وكانت نسبة 12.1% بين الثامنة عشر والأربعة وعشرون عاماً، ونسبة 34.5% كانت واقعةً في الفئة العمرية ما بين الخامسة والعشرون حتى والأربعة وأربعون عاماً، ونسبة 22.4% كانت ما بين الخامسة والأربعون حتى الرابعة والستون، ونسبة 10.3% كانت ضمن فئة الخامسة والستون عاماً فما فوق. يوجد لكل 100 أنثى 132.0 ذكر، ويوجد لكل 100 أنثى في الثامنة عشر من عمرها فما فوق 109.1 ذكر.
بلغ متوسط دخل الأسرة في المدينة 31,875 دولار، أما متوسط دخل العائلة فبلغ 35,000 دولار. وكان متوسط دخل الذكور 28,125 دولار مقابل 16,250 دولار للإناث. وسجل دخل الفرد الخاص بالمدينة 16,592 دولار. ولم يكن هناك عوائل تحت خط الفقر، وكانت نسبة 3.9% من غير العوائل تحت خط الفقر،

### تعداد عام 2010
بلغ عدد سكان بيكسلي 13,057 نسمة بحسب تعداد عام 2010، وبلغ عدد الأسر 4,661 أسرة وعدد العائلات 3,281 عائلة مقيمة في المدينة. في حين سجلت الكثافة السكانية 5,373.3 نسمة لكل ميل مربع (2,074.6/كم2). وبلغ عدد الوحدات السكنية 5,041 وحدة بمتوسط كثافة قدره 2,074.5 لكل ميل مربع (801.0/كم2).
وتوزع التركيب العرقي للمدينة بنسبة 89.6% من البيض و 0.1% من الأمريكيين الأصليين و 1.5% من الأمريكيين ذوي الأصول الآسيوية و 5.9% من الأمريكيين الأفارقة و 2.5% من عرقين مختلطين أو أكثر.
بلغ عدد الأسر 4,661 أسرة كانت نسبة 38.2% منها لديها أطفال تحت سن الثامنة عشر تعيش معهم، وبلغت نسبة الأزواج القاطنين مع بعضهم البعض 57.6% من أصل المجموع الكلي للأسر، ونسبة 9.4% من الأسر كان لديها معيلات من الإناث دون وجود شريك، بينما كانت نسبة 3.4% من الأسر لديها معيلون من الذكور دون وجود شريكة وكانت نسبة 29.6% من غير العائلات. وبلغ متوسط حجم الأسرة المعيشية 3.09، أما متوسط حجم العائلات فبلغ 2.59.
بلغ العمر الوسطي للسكان 35.5 عاماً. وكانت نسبة 25.7% من القاطنين تحت سن الثامنة عشر، وكانت نسبة 15.3% بين الثامنة عشر والأربعة وعشرون عاماً، ونسبة 21.4% كانت واقعةً في الفئة العمرية ما بين الخامسة والعشرون حتى والأربعة وأربعون عاماً، ونسبة 27.4% كانت ما بين الخامسة والأربعون حتى الرابعة والستون، ونسبة 10.1% كانت ضمن فئة الخامسة والستون عاماً فما فوق. وتوزع التركيب الجنسي للسكان بنسبة 46.9% ذكور و53.1% إناث.